# Adrian Lyne
Adrian Lyne (Peterborough, 4 marzo 1941) è un regista britannico.
Lyne è uno dei registi di maggior successo degli anni '80, in particolare come creatore di cult movies ad alto contenuto erotico, amati soprattutto dal pubblico, che gli hanno fatto ottenere enormi risultati al box office; tra i suoi film più famosi figurano Flashdance (1983), 9 settimane e ½ (1986), Attrazione fatale (1987) e Proposta indecente (1993).

## Biografia
Ha mosso artisticamente i primi passi in televisione. Il suo primo lavoro cinematografico è stato A donne con gli amici in cui ha diretto la giovane Jodie Foster, ma il film che l'ha fatto conoscere al grande pubblico è il successivo Flashdance (1983), che ha vinto un Oscar e ha segnato la consacrazione della protagonista Jennifer Beals. 
Nel 1986 il suo 9 settimane e ½, con la focosa coppia di amanti formata da Mickey Rourke e Kim Basinger, tratto da un romanzo semi-autobiografico di Elizabeth McNeill, ha conquistato il box-office di molti Paesi. Con Attrazione fatale (1987), thriller erotico interpretato da Michael Douglas e Glenn Close, Lyne ha ottenuto una candidatura all'Oscar come miglior regista. 
Nel 1990 ha firmato la regia di Allucinazione perversa, che non ha riscosso grande successo al botteghino ma in compenso gli ha valso vasto consenso dalla critica. Tre anni più tardi ha portato sul grande schermo la coppia Woody Harrelson e Demi Moore alle prese col milionario interpretato da Robert Redford in Proposta indecente (1993): il film è stato stroncato dai critici ma si è rivelato un grandissimo successo di pubblico. 
Il regista è tornato alla ribalta con Lolita (1997), tratto dall'omonimo romanzo di Vladimir Nabokov, opera già precedentemente portata sullo schermo da Stanley Kubrick. Dopo una pausa di qualche anno, ha proposto nel 2002 un altro rifacimento: L'amore infedele - Unfaithful, rilettura di un classico di Claude Chabrol, Stéphane, una moglie infedele.
Dopo vent'anni di lontananza dalla macchina da presa, nel 2022 ha diretto Acque profonde.

## Vita privata
Dalla moglie Samantha (sposata nel 1974), ha avuto una figlia, Amy.

## Filmografia

### Regista
- Mr. Smith (1976) - cortometraggio
- A donne con gli amici (Foxes) (1980)
- Flashdance (1983)
- 9 settimane e ½ (9½ Weeks) (1986)
- Attrazione fatale (Fatal Attraction) (1987)
- Allucinazione perversa (Jacob's Ladder) (1990)
- Proposta indecente (Indecent Proposal) (1993)
- Lolita (1997)
- L'amore infedele - Unfaithful (Unfaithful) (2002) - anche produttore
- Acque profonde (Deep Water) (2022)